# Amblyothele ecologica
Amblyothele ecologica là một loài nhện trong họ Lycosidae.
Loài này thuộc chi Amblyothele. Amblyothele ecologica được Anthony Russell-Smith, Rudy Jocqué & Mark Alderweireldt miêu tả năm 2009.